# Alex Pombo
Alex Wilian Pombo Silva é judoca brasileiro que participou dos Jogos Olímpicos de Verão de 2016, no Rio de Janeiro. 

## Carreira
Natural de Guaratinguetá, iniciou a carreira no judô aos 12 anos, na Associação Desportiva da Polícia Militar, a ADPM em São José dos Campos, também no interior do Estado de São Paulo, e faz parte da seleção nacional em sua categoria desde os 17 anos.
Na carreira nos tatames, durante a disputa de uma edição do Mundial Militar, o judoca competiu com um trauma na quinta verba lombar, além de cortar o supercílio durante a disputa da medalha de bronze. Os árbitros queriam encerrar o combate, mas Alex não aceitou e pediu que a disputa continuasse. No fim, conquistou a vitória, a medalha, e saiu do ginásio direto para o hospital, onde fez uma cirurgia.
Ocupando uma posição entre os melhores do mundo na sua categoria, o judoca tem uma carreira de sucesso com várias medalhas de competições importantes do circuito mundial. O atleta é bicampeão do Campeonato Pan-Americano de Judô e tetracampeão brasileiro em sua categoria.

## Vida Pessoal
Alex Pombo namora a também judoca brasileira Ketleyn Quadros medalhista de bronze nas Olimpíadas de Pequim em 2008. Ambos atletas do Sogipa e da seleção brasileira de judô. 

## Títulos
Em 2018:
- Campeão Brasileiro Sênior - Lauro de Freitas (BA) [4]
- Campeão do Troféu Brasil Interclubes - Canoas (RS) [5]

Em 2015:
- Campeão do Troféu Brasil por equipes – Taubaté (SP)
- Campeão do Troféu Brasil – Taubaté (SP)
- Campeão por equipes do Pan-americano Open – Edmonton (CAN)
- Campeão do Pan-americano Open – Edmonton (CAN)
- Medalha de bronze no European Open – Varsóvia (POL)

Em 2014:
- Campeão do Pan-Americano de Judô - Guayaquil (EQU)
- Medalha de bronze por equipes - Chelyabinsk (RUS)
- Medalha de bronze no Grand Slam - Tyumen (RUS)
- Medalha de bronze no European Open - Oberwart (AUS)
- Campeão do Troféu Brasil - Blumenau
- Campeão do Troféu Brasil por equipes - Blumenau

Em 2013:
- Medalha de prata no Grand Prix - Tashkent (UZB)
- Campeão do Grand Prix - Almaty (CAZ)
- Campeão do Sul-Americano - Buenos Aires (ARG)
- Medalha de bronze no Pan-American Open - Buenos Aires (ARG)
- Medalha de prata no Pan-American Open - Montevidéu (URU)
- Medalha de bronze do Troféu Brasil - Belo Horizonte
- Campeão do Troféu Brasil por equipes - Belo Horizonte

Em 2012:
- Medalha de bronze no Grand Slam - Rio de Janeiro
- Medalha de bronze do Troféu Brasil - Santo André

Em 2011:
- Campeão do Troféu Brasil Interclubes – Cruzeiro

Em 2010:
- Medalha de prata Campeonato Mundial por equipes - Antalya (TUR)
- Medalha de bronze Campeonato Mundial por equipes – Salvador

Principais títulos 2009:
- Campeão sulamericano Sênior - Quito (EQU)
- Campeão brasileiro Sênior - Vitória
- Medalha de bronze na Copa do Mundo - Belo Horizonte

Principais títulos 2008:
- Campeão brasileiro sulamericano Sênior - Vitória
- Medalha de bronze na Copa do Mundo - Belo Horizonte